# Roman Mromliński
Roman Mromliński (ur. 20 maja 1906, zm. 1982 r.) – polski inżynier budownictwa wodnego. Absolwent Politechniki Lwowskiej. Od 1946 zajmował się we Wrocławiu organizacją Katedry  na Budowy Mostów Politechnice Wrocławskiej. Od 1965 profesor na Wydziale Budownictwa Lądowego i Wodnego Politechniki. Autor opracowania Konstrukcje aluminiowe.
Został pochowany na Cmentarzu Świętej Rodziny we Wrocławiu.

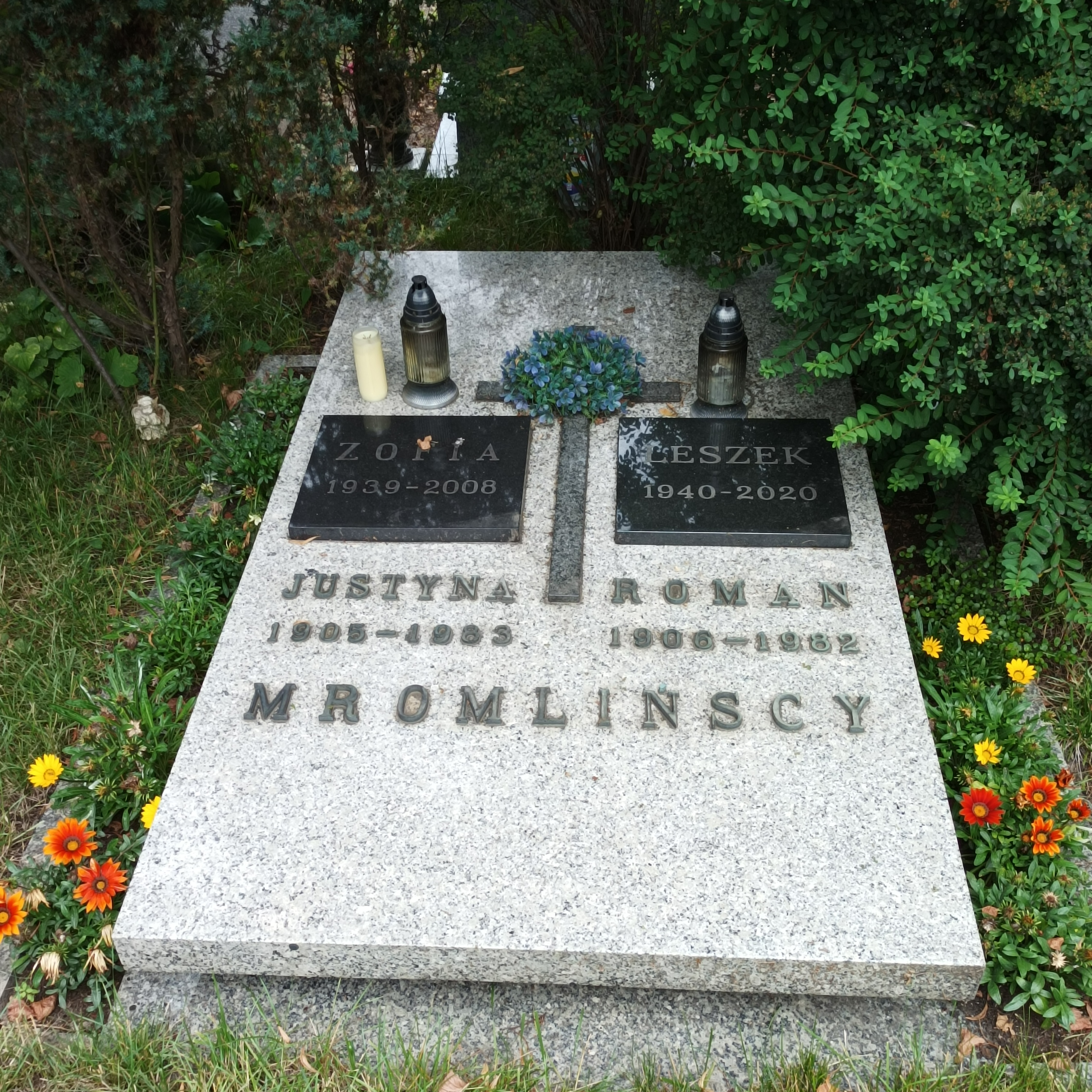
Grób prof. Romana Mromlińskiego na Cmentarzu Świętej Rodziny we Wrocławiu